# Carlton megye
Carlton megye az Amerikai Egyesült Államokban, azon belül Minnesota államban található. Megyeszékhelye Carlton, legnagyobb városa Cloquet. Lakosainak száma 36 207 fő (2020. április 1.). Carlton megye Saint Louis, Aitkin, Pine és Douglas megyékkel határos.

## Népesség
A megye népességének változása:
| Lakosok száma | 35 411 | 35 480 | 35 371 | 35 460 | 35 569 | 36 207 |
|               | 2010   | 2011   | 2012   | 2013   | 2015   | 2020   |